# De ce plâng chitarele
„De ce plâng chitarele” este un cântec lansat în 1969 de formația pop rock și folk Noroc.
Versiunea originală a fost compusă de Efim Krimerman si Mihai Dolgan și a fost lansată pe vinil la casa de discuri Melodia din Rusia. În 2004, a fost inregistrată intr-un nou format aparut: CD. În același an, formația O-Zone a lansat un Remake al melodiei, în calitate de single.
Piesele formației „Noroc” au devenit populare în toată Uniunea, iar cele mai cunoscute și apreciate au fost și au rămas până astăzi „Cântă un artist” (text E. Krimerman, muzică M. Dolgan), „Dor, dorule” (text A. Strâmbeanu, muzică M. Dolgan) și „De ce plâng chitarele” (text E. Krimerman, muzică M. Dolgan), care au fost înregistrate pe un disc pentru prima dată în 1969 de Studioul „Melodia” într-un tiraj de 2,5 milioane.
În 2024 a apărut un nou remake, creat de Alessiah și Mark Stam. La compunerea noii melodii a contribuit membrul fostei formații O-Zone, Arsenie Todiraș.